# Boro (Fórmula 1)
Boro foi uma equipe de Fórmula 1 de origem holandesa que usava chassi da equipe Ensign de 1975, o N175, depois de ter sido patrocinadora principal desta última, e como resultado do não cumprimento de algumas clásulas contratuais, e que teve como principal piloto o australiano Larry Perkins em 1976 e o britânico Brian Henton em 1977.

## Resultados na Fórmula 1[2]
(legenda)
| Ano  | Chassi | Motor                | N° | Piloto        | 1   | 2   | 3   | 4    | 5   | 6    | 7     | 8   | 9   | 10  | 11  | 12    | 13    | 14   | 15  | 16  | 17  | Pontos | Posição  |  |
| ---- | ------ | -------------------- | -- | ------------- | --- | --- | --- | ---- | --- | ---- | ----- | --- | --- | --- | --- | ----- | ----- | ---- | --- | --- | --- | ------ | -------- |  |
|      |        |                      |    |               |     |     |     |      |     |      |       |     |     |     |     |       |       |      |     |     |     |        |          |  |
|      |        |                      |    |               | BRA | RSA | USW | ESP  | BEL | MON  | SWE   | FRA | GBR | GER | AUT | NED   | ITA   | CAN  | USA | JPN |     |        |          |  |
| 1976 | 001    | Ford Cosworth DFV V8 | 37 | Larry Perkins |     |     |     | 13 G | 8 G | NQ G | Ret G |     |     |     |     |       |       |      |     |     |     | 0      | NC (16°) |  |
| 1976 | 001    | Ford Cosworth DFV V8 | 27 | Larry Perkins |     |     |     |      |     |      |       |     |     |     |     | Ret G |       |      |     |     |     | 0      | NC (16°) |  |
| 1976 | 001    | Ford Cosworth DFV V8 | 40 | Larry Perkins |     |     |     |      |     |      |       |     |     |     |     |       | Ret G |      |     |     |     | 0      | NC (16°) |  |
|      |        |                      |    |               |     |     |     |      |     |      |       |     |     |     |     |       |       |      |     |     |     |        |          |  |
|      |        |                      |    |               | ARG | BRA | RSA | USW  | ESP | MON  | BEL   | SWE | FRA | GBR | GER | AUT   | NED   | ITA  | USA | CAN | JPN |        |          |  |
| 1977 | 001    | Ford Cosworth DFV V8 | 38 | Brian Henton  |     |     |     |      |     |      |       |     |     |     |     |       | DSQ G | NQ G |     |     |     | -      | NC       |  |